# Баранов-Мохорт Сергій Миколайович
Сергі́й Микола́йович Бара́нов-Мохорт (народився 3 вересня 1968, Мала Офірна) — колишній народний депутат України.

## Освіта
Здобув освіту в Київському політехнічному інституті у 1993 році. За фахом інженер-системотехнік.
У 1996 році здобув освіту в Київському державному економічному університеті. За спеціальністю є магістром з банківського обліку й аудиту.
У 2001 році здобув освіту в Академії податкової служби. За спеціальністю є правознавцем.
Має ступінь кандидата юридичних наук.

## Біографія
Уродженець Київської області села Мала Офірна.
У 1993 та 1994 році був заступником керівника в комерційному відділі у кооперативі «Цемент» у Республіці Саха.
З 1994 року по 1996 рік був заступником директора у київському підприємстві «Ерон».
У 1996 та 1997 році був директором у київській фірмі «Доміні».
З 1997 року по 2002 рік працював старшим викладачем, доцентом на кафедрі фінансового права, виконувачем обов'язків заступника декана на фінансово-економічному факультеті в Академії податкової служби.
З 2002 року по 2007 рік був помічником-консультантом депутата України.
З листопада місяця 2005 року був заступником керівника, керівником в установі Київського місцевого відділення від Партії регіонів.
У 2005 та 2006 році був керівником у Київському міському виборчому штабі Партії регіонів.
З 2007 року по 2011 рік був заступником директора у товаристві «Pro-Line Group».
З 2006 по 2007 рік був депутатом Солом'янської райради м. Києва.
З 2008 року по 2011 рік був депутатом в Київській міській раді.
Від травня місяця 2011 року є народним депутатом України у шостому скликанні.
З червня місяця 2011 року є членом Комітету з питань науки і освіти у Верховній Раді.
На момент обрання — заступник директора ТОВ «ПРО-ЛАЙН ГРУП», освіта вища, проживає в місті Києві
Член депутатської фракції Партії регіонів у Верховній Раді України.

## Погляди
5 червня 2012 голосував за проект Закону України «Про засади державної мовної політики», в якому затверджується посилення статусу російської мови.